# Accipiter erythropus
Accipiter erythropus е вид птица от семейство Ястребови (Accipitridae). Видът е незастрашен от изчезване.

## Разпространение
Разпространен е в Ангола, Бенин, Буркина Фасо, Камерун, Централноафриканска република, Демократична Република Конго, Република Конго, Кот д'Ивоар, Габон, Гамбия, Гана, Гвинея, Гвинея-Бисау, Либерия, Нигерия, Руанда, Сенегал, Сиера Леоне, Того и Уганда.